# Alginet
Alginet – gmina w Hiszpanii, w prowincji Walencja, we wspólnocie autonomicznej Walencja, o powierzchni 24,07 km². W 2011 roku liczyła 13 379 mieszkańców.